# Karl August Muffat
Karl August Muffat, ab 1877 Karl August von Muffat (* 29. Oktober 1804 in Sulzbach; † 28. September 1878 in München) war ein bayerischer Historiker, Archivar und Numismatiker.
Karl August Muffat ist der Bruder des Architekten Karl Muffat. Die bekannte Münchener Muffathalle ist nach den beiden Brüdern benannt.
Karl August Muffat wurde an der königlichen Hof- und Staatsbibliothek in München ausgebildet, um dann als Kanzlist und ab 1859 als Rat am königlichen allgemeinen Reichsarchiv tätig zu sein. 1837 war er an der Gründung des Historischen Vereins von Oberbayern beteiligt. 1852 wurde er zum Mitglied der Bayerischen Akademie der Wissenschaften ernannt und durfte 1858 die offizielle Festrede zum 700. Stadtgeburtstag Münchens im Rathaus halten. Er beschäftigte sich vor allem mit der bayerischen Geschichte unter den Wittelsbachern sowie mit der Münzkunde.
Karl August Muffat starb 1878 im Alter von 73 Jahren in München.

## Grabstätte

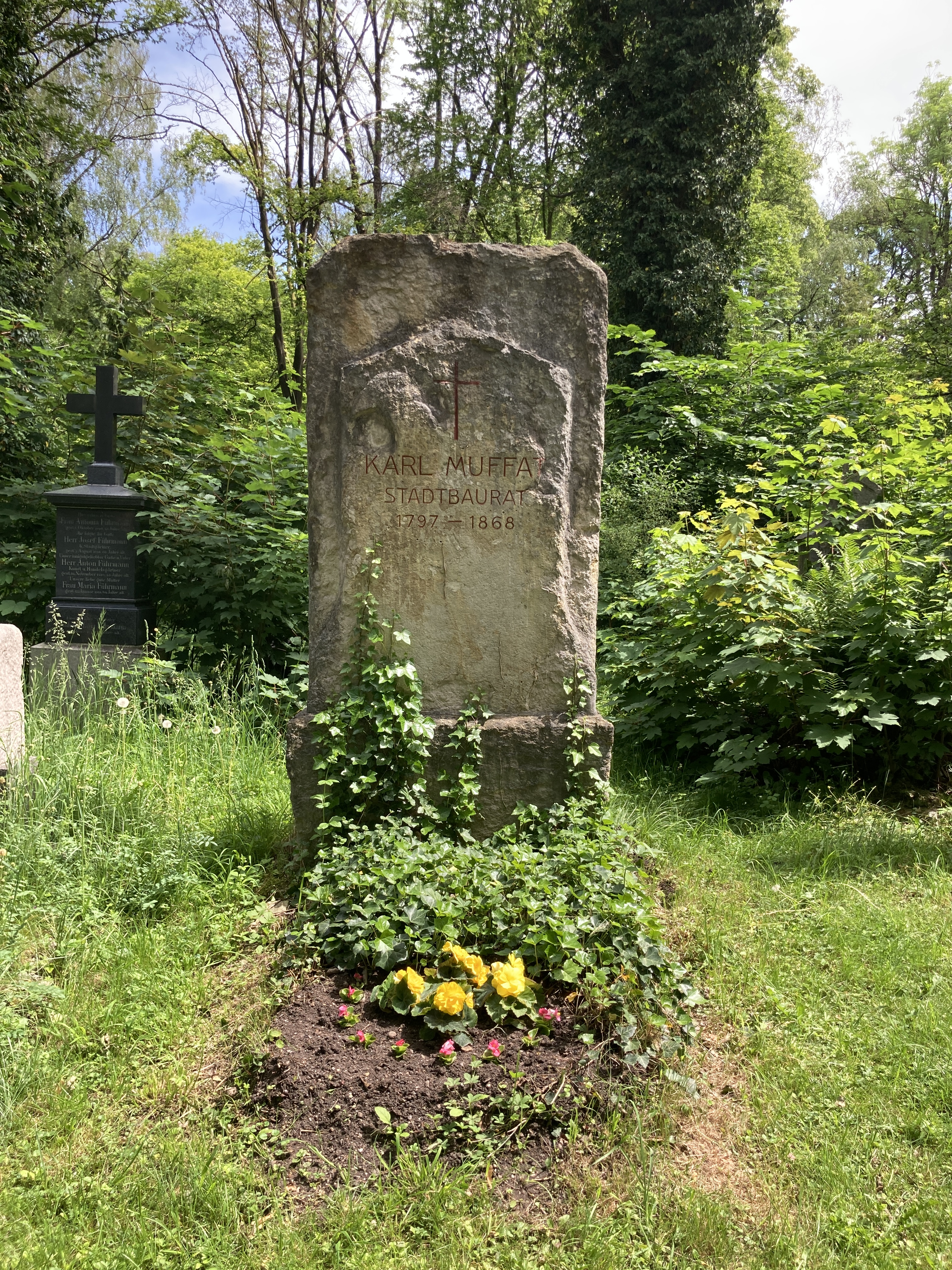
Grab der beiden Muffat Brüder auf dem Alten Südlichen Friedhof in München

Die Grabstätte von Karl August Muffat und seinem Bruder Karl Muffat befindet sich auf dem Alten Südlichen Friedhof in München (Gräberfeld 25 – Reihe 13 – Platz 8/9) Standort.

## Namensgeber für Straße
Nach Karl Muffat und seinem Bruder dem Archivar Karl August Muffat wurde 1898 in München im Stadtteil Münchner Freiheit (Stadtbezirk 12 – Schwabing-Freimann) die Muffatstraße benannt Standort.

## Schriften (Auswahl)
- Ueber das Gewicht und den Gehalt der österreichischen Pfennige von der Mitte des dreizehnten bis zur Mitte des fünfzehnten Jahrhunderts, und der böhmischen Groschen im vierzehnten Jahrhunderte. In: Abhandlungen der Historischen Klasse der königlich bayerischen Akademie der Wissenschaften. Band 12, Abt. 1 (= Denkschriften. Band 43). 1873, ZDB-ID 209994-9, S. 73–144 (opacplus.bsb-muenchen.de).
- Heinrich von Pfolspeunt (nicht Pfolsprunt), Bruder des deutschen Ordens. Ein medizinischer Schriftsteller des fünfzehnten Jahrhunderts, aus Bayern gebürtig. In: Sitzungsberichte der königl. bayer. Akademie der Wissenschaften zu München. Band 1, 1. Mai 1869, ZDB-ID 211643-1, S. 564–570 (opacplus.bsb-muenchen.de).
- Beiträge zur Geschichte des bayerischen Münzwesens unter dem Hause Wittelsbach vom Ende des zwölften bis in das sechzehnte Jahrhundert. In: Abhandlungen der Historischen Klasse der königlich bayerischen Akademie der Wissenschaften. Band 11, Abt. 1 (= Denkschriften. Band 41). 1868, S. 201–269 (opacplus.bsb-muenchen.de).
- Geschichte der bayerischen und pfälzischen Kur seit der Mitte des dreizehnten Jahrhunderts. München 1871 (Digitalisat)